# Чокосси
Чокосси (чокоси, англ. Chokossi, чакоси, Chakosi, ануфо, Anufo) — народ на северо-востоке Ганы и северо-западе Того. Относится к группе аньи народов акан, близкой бауле. Составляют 1,1% населения Того. Говорят на диалекте ануфо (бруса) подгруппы биа центральной группы ветви тано (вольта-комоэ) ква языков. 
Племена конкомба и чокосси подчинены народу дагомба. Граничит на юге с эве. Из-за борьбы Великобритании, Германии и Франции за обладание колониями народ чокосси, а также народы эве, конкомба, дагомба, моба и другие, оказался разделён на части, которые вошли в британский Золотой Берег, германский Тоголенд, французские Дагомею и Верхнюю Вольту.
В мае 2018 года между племенами конкомба и чокосси разгорелся межэтнический конфликт из-за земли. В ходе столкновений, начавшихся 31 декабря, были ранены сотни людей и сожжены многие дома, более 5 тысяч беженцев покинули область.